# Dragoljub Davidović
 (février 2022).
Si vous disposez d'ouvrages ou d'articles de référence ou si vous connaissez des sites web de qualité traitant du thème abordé ici, merci de compléter l'article en donnant les références utiles à sa vérifiabilité et en les liant à la section « Notes et références ».
Dragoljub Davidović (en serbe cyrillique : Драгољуб Давидовић), né le 8 septembre 1946 à Mrčevci dans la municipalité de Laktaši, est un homme politique bosnien. Il est membre de l'Alliance des sociaux-démocrates indépendants (SNPD) et maire entre 2000 et 2012 de Banja Luka, seconde ville la plus importante de Bosnie-Herzégovine et capitale de la république serbe de Bosnie.

## Biographie
Dragoljub Davidović a suivi des études secondaires en électrotechnique à Banja Luka et ses études supérieures à la faculté de génie électrique de l'université de Sarajevo. Devenu ingénieur, il a notamment travaillé pour la société Elektroprenos Bosne i Hercegovine, une société de distribution d'électricité, d'abord en tant que stagiaire puis, à partir de 1985, en tant que directeur technique. En 1992, avec la création d'Elektroprivreda Republike Srpske, il est devenu directeur de Elektroprenos Banja Luka, qui couvre l'ensemble de la république serbe de Bosnie. 
En 2000, Dragoljub Davidović est élu maire de Banja Luka pour un mandat de quatre ans et est reconduit dans cette fonction en octobre 2004. Il a été vice-président du Conseil des municipalités et villes de la république serbe de Bosnie et président du Conseil énergétique. En 2008, il est reconduit une troisième fois dans ses fonctions de maire qu'il occupe jusqu'en 2012.